# Nicolaas Moerloos
Nicolaas Moerloos (Sint-Niklaas, Flandes Oriental, 10 d'agost de 1900 - Belsele, Sint-Niklaas, 5 de setembre de 1944) va ser un gimnasta artístic i aixecador de peses belga que va competir a començaments del segle xx.
El 1920 va prendre part en els Jocs Olímpics d'Anvers, on guanyà la medalla de plata en el concurs complet per equips del programa de gimnàstica. Quatre anys més tard, als Jocs de París, disputà la prova del pes ploma del programa d'halterofília, que finalitzà en dotzena posició.